# Estaca (botánica)

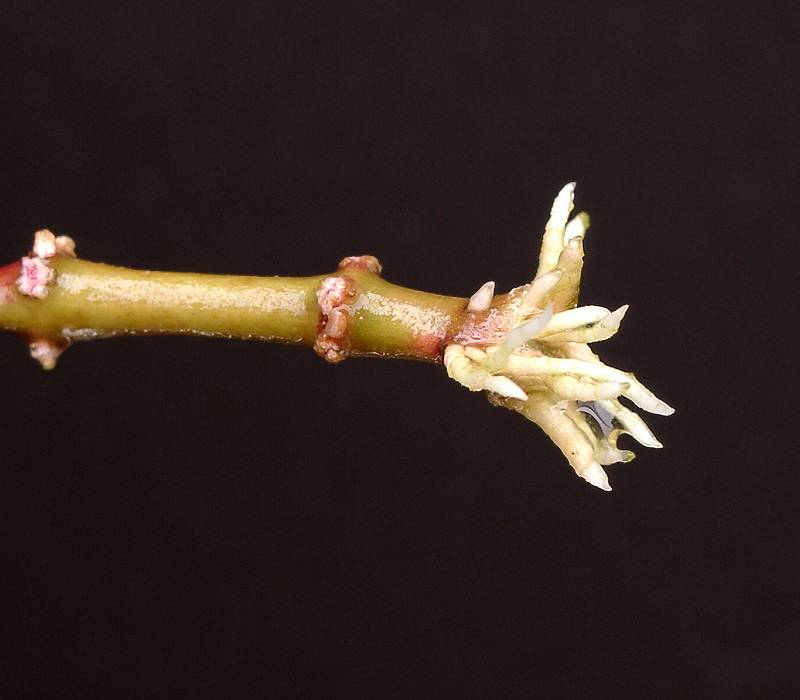
Una estaca de Euphorbia cotinifolia enraizada.

En Botánica, una estaca es un fragmento de tallo con yemas (o esqueje) de consistencia leñosa que se separa de un árbol o de un arbusto y se introduce en el suelo o en un sustrato para que arraigue en él y forme una nueva planta. Las estacas, por consiguiente, son un medio para la propagación vegetativa o asexual de muchas variedades y especies arbóreas y arbustivas. El proceso de cortar la estaca y plantarla para su posterior enraizamiento se denomina estaquillado. Se trata de una clonación: la estaca es genéticamente idéntica a la planta madre. Si la estaca es de pequeñas dimensiones o se realiza con un fragmento semileñoso de una planta se denomina estaquilla.
Algunas de las especies en las que el estaquillado se usa frecuentemente para la propagación vegetativa son los sauces (Salix), los álamos (Populus), el tilo (Tilia). En general, las especies con madera blanca y ligera se prestan con mayor facilidad para esta operación, enraizando y brotando rápidamente a partir de estacas. Otras, cuya madera es dura y resinosa, también pueden multiplicarse mediante este método, tales como los pinos (Pinus) y  abetos (Abies).
Para asegurar el enraizamiento y el brotado de la estaca es conveniente dejar dos o tres yemas en la base de la misma, que luego serán cubiertas con el sustrato. Asimismo, es conveniente realizar algunas incisiones longitudinales en la base de la estaca para facilitar la formación de raíces.

## Tipos de estaquillado
Hay varios tipos de estaquillado:

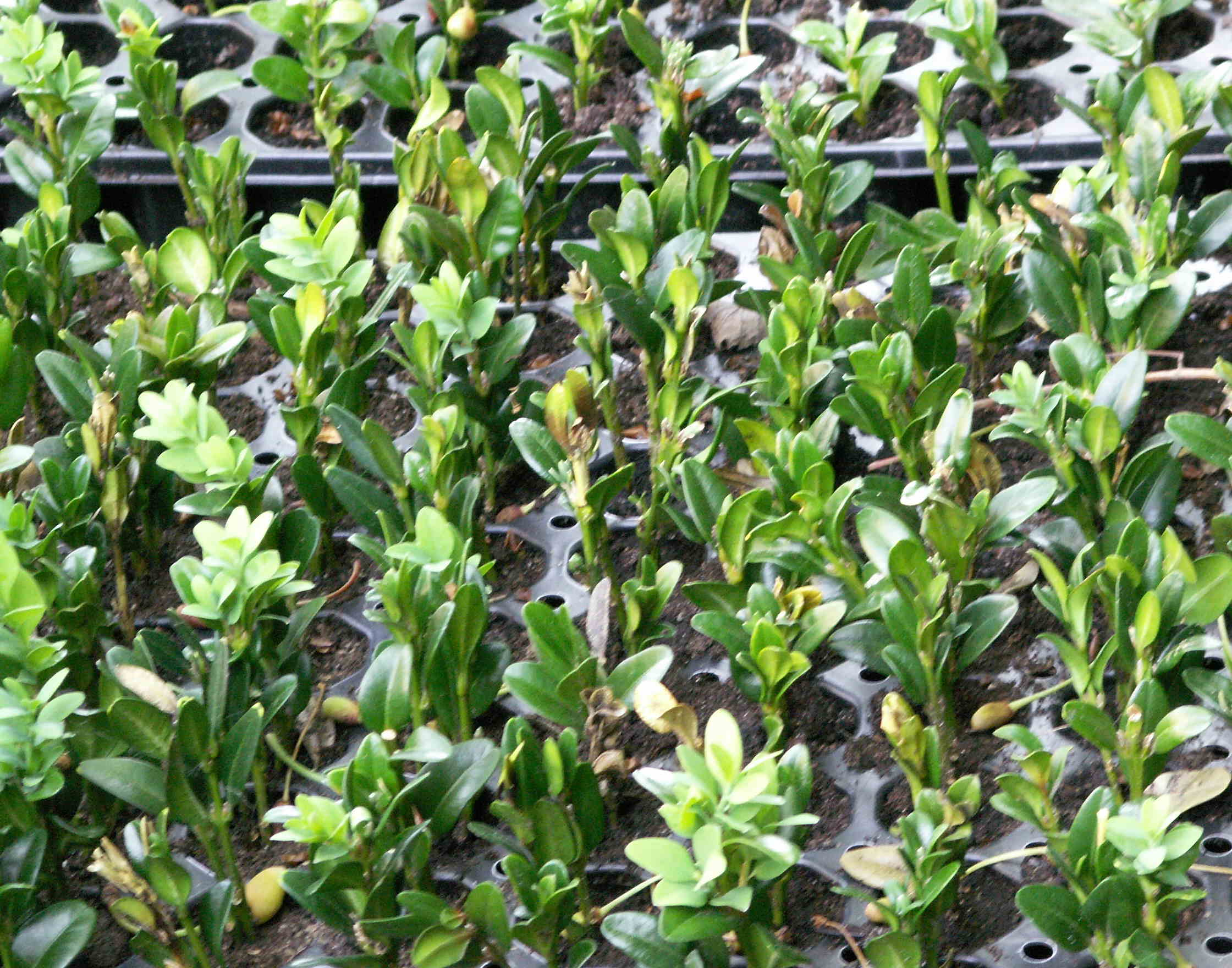
Estacas de madera blanda de Buxus sempervirens.

- El estaquillado herbáceo: se lleva a cabo en las plantas no leñosas a menudo al final del verano.
- El estaquillado en plantas de madera blanda: se practica sobre las ramas desarrolladas el mismo año (todavía verdes) en el momento en que empiezan a endurecerse. Los brotes propicios para las estaquillas de madera blanda son los se pueden romper fácilmente doblándolos con los dedos pulgar e índice, y cuando todavía tienen las hojas nuevas pequeñas. Para la mayoría de los árboles, esta etapa se produce en(hemisferio?). Hay que tener cuidado de no dejar que se sequen las estacas antes de plantarlas. Por lo general, echan raíces rápidamente.
- El estaquillado en madera semidura: se practica sobre ramas del año cuya base ya se ha endurecido y la punta, verde, aún sigue creciendo (desde mediados de julio hasta mediados de septiembre según las especies).
- El estaquillado en madera dura: se realiza en las ramas latentes a finales de otoño, invierno o primavera. La madera es dura y no se dobla con facilidad.
- El estaquillado al ahogado: se practica en cualquier momento, metiendo las estacas en una campana de cristal (o encerrándolas en una botella grande o una bolsa de plástico en su defecto) para mantener la humedad cercana al 100%. Es necesario airear cada dos o tres días para evitar problemas con la putrefacción. Esta técnica mejora significativamente el enraizamiento de las estacas al impedir que se sequen.

## Cuando estaquillar
El período de estaquillado depende de la especie elegida, del tipo de estaquillado, y del uso previsto. Para la mayoría de las plantas, los estaquillados son más exitosos cuando se realizan durante el período de crecimiento de las plantas.
A principios de junio es un buen momento (en el hemisferio norte) para los estaquillados de madera dura de (arce olmo  azalea). Se deben coger ramas del año cuya base empiece a endurecerse y con una longitud de 5 o 6 hojas desde la base, sumergir la base en una hormona de enraizamiento y colocarlas en un mini-invernadero (hecho con una botella de plástico, por ejemplo).
Para las coníferas, el plazo es a finales del otoño y el invierno, cuando hace frío.
Algunos ejemplos:
|            | Árboles                                                               | Herbáceos                                                      |
| ---------- | --------------------------------------------------------------------- | -------------------------------------------------------------- |
| Enero      |                                                                       | artemisa, crisantemo                                           |
| Febrero    |                                                                       | acanto, salvia, grosellero                                     |
| Marzo      |                                                                       | dalia, geranio, lirio, salvia                                  |
| Abril      |                                                                       | menta, grosellero                                              |
| Mayo       | higuera                                                               | áster, madreselva, hortensia, lavanda, passiflora, sedum, lino |
| Junio      | membrillo, arce, ficus, granado, jazmín de invierno, lilas, aligustre | begonia, madreselva, clemátide, euforbia, menta, salvia        |
| Julio      | cornejo, laurel, lilas, aligustre                                     | camelia, rosal, salvia                                         |
| Agosto     | laurel, lilas                                                         | cistus, lavanda, menta, salvia, verbena                        |
| Septiembre | saúco, magnolia                                                       | geranio, romero, rosal, salvia, verbena                        |
| Octubre    | buxus, álamo, rosal, aligustre, aliso, arce                           | grosellero, frambuesa, rosal, viña                             |
| Noviembre  | castaño de indias, álamo                                              | grosellero                                                     |
| Diciembre  | cornejo, castaño de indias, álamo, plátano, saúco, aligustre          | rosal                                                          |

## Especies de fácil propagación por esquejes

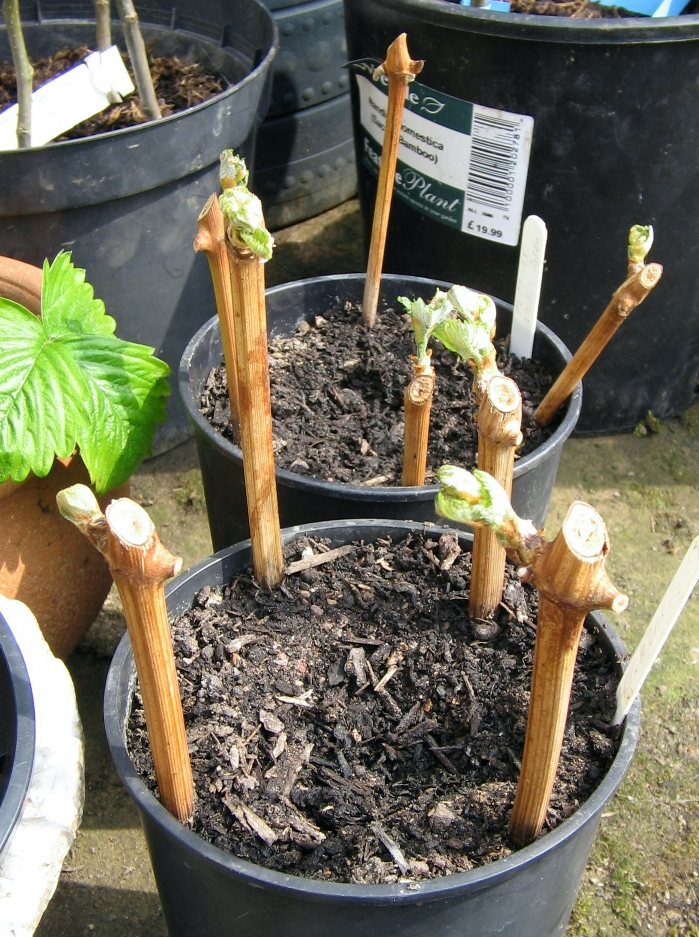
Estacas de vid dispuestas en macetas para su enraizamiento.

Algunas especies estaquillan más fácilmente que otras, tales como:
- El sauce, sin duda, la especie más fácil de propagar por medio de estacas. Se pueden cortar estaquillas de varios centímetros de diámetro. El agua de sauce incluso se ha utilizado para sustituir a las auxinas.
- El olivo se reproduce fácilmente mediante estaquillas.
- Las Cactáceas estaquillan también muy fácilmente de una sola "hoja".
- Entre los frutales: las higueras, las grosellas, y la vid se propagan fácilmente por estacas.
- Otros: hisopo, ficus.

## Hormonas de enraizamiento de estacas
Aunque no son esenciales, se suelen utilizar algunos compuestos de naturaleza hormonal para promover la formación de raíces, en particular de algunas especies cuyas estacas presentan dificultades en el enraizamiento. Entre estos compuestos destaca el ácido indolbutírico, la auxina más comúnmente utilizada para la formación de raíces, que probó ser mucho más potente que el ácido indolacético y que otras auxinas de síntesis. Por ejemplo, en un estudio en Camellia sinensis, se midió el efecto de tres diferentes auxinas, ácido indolbutírico, ácido indolacético y ácido 1-naftalenacético en la formación de raíces. Según los autores, el ácido indolbutírico produjo un mayor rendimiento de raíces en comparación con las otras auxinas.

## Comparación entre esquejes e injertos
Esquejes e injertos ambos permiten a una planta reproducirse produciendo otra planta exactamente igual, a diferencia de la reproducción por semillas, que perpetúa la especie mediante la herencia genética de ambos padres (dando así un fenotipo distinto).
El estaquillado es muy utilizado por los aficionados, ya que es más fácil realizar que el injerto y no requiere equipo especial. Su único inconveniente es que a menudo es lento para la producción de frutas o flores. Además, algunas variedades no se pueden reproducir por estaquillado o es muy difícil.
En los viveros se prefiere el injerto. Se requiere experiencia y buena técnica y algo de equipo (injerto, porta-injerto), pero permite producir en gran cantidad plantas adaptadas a las necesidades del cliente. Para hacer una estaca, se necesita una rama de al menos 20 cm, que si tiene éxito, permite reproducir una sola planta. Mediante el injerto, de la misma rama de 20 cm, pueden tomarse de 4 a 5 yemas, así que de una sola rama se pueden obtener cuatro o cinco plantas en lugar de una, lo que es apreciable cuando la variedad que se desea multiplicar solo está disponible en pequeñas cantidades.